# Käfersammler
Als Käfersammler wird ein Sammler von Käfern bezeichnet.
Häufig hat der Käfersammler keine spezifische akademische Vorbildung, sondern betreibt das Sammeln von Käfern als Hobby aus Interesse an der Natur. Zahlreiche Sammler arbeiten sich jedoch so sehr in das Gebiet ein, dass sie auch Beiträge zur wissenschaftlichen Käferkunde, zur Koleopterologie leisten. Neben den Hobbysammlungen gibt es wissenschaftliche Sammlungen, bei denen eine wissenschaftliche Bearbeitung der Käfer durch Entomologen (Insektenkundler), Koleopterologen (Käferkundler) und andere Experten erfolgt. So wurde beispielsweise die rund drei Millionen Exemplare umfassende Käfersammlung von Georg Frey in das Verzeichnis des nationalen wertvollen Kulturguts Bayerns aufgenommen und unter anderem nur unter der Auflage, dass die Sammlung „in ihrer Gesamtheit erhalten und wissenschaftlich erschlossen werden muß“ an das Naturhistorische Museum Basel ausgeliehen.
Auch Charles Darwin begann in seiner Jugend als Käfersammler, bevor er zum Naturwissenschaftler wurde. Zu den in der Öffentlichkeit bekanntesten Käfersammlern des 20. Jahrhunderts gehörte der Schriftsteller Ernst Jünger, nach ihm wurde der Ernst-Jünger-Preis für Entomologie benannt.

## Bekannte Käfersammler
- Karl Martin Baderle
- Franz Baldia
- Alois Raphael Estreicher
- Paul Gussmann
- Georg Frey
- Leopold Hacker
- Leonard Jenyns
- Ernst Jünger
- Jan ten Doornkaat Koolman
- Ludwig Löwe
- Gottfried Luze
- Gustav Mayr
- Ludwig Miller
- Edmund Reitter
- Oscar Scheibel
- Siegfried Steiner
- Wadim Borissowitsch Schawrow